# Уилсон, Уэйн
Уэйн Антони Уилсон Харрис (исп. Whayne Antony Wilson Harris; (7 сентября 1975, Лимон — 18 мая 2005, Сан-Хосе) — коста-риканский футболист, нападающий. Участник Олимпийских игр 2004 года в Афинах.

## Клубная карьера
Всю свою футбольную карьеру Уилсон провел в родной Коста-Рике. Там он выступал за местные команды «Эредиано», «Картахинес», «Сантос де Гуапилес», «Рамоненсе» и «Брухас».

## Международная карьера
Дебютировал за сборную Коста-Рики в 2004 году. В её составе Уэйн Уилсон выступал на Олимпийских играх в Греции и на Кубок Америки в Перу. Нападающий также принимал участие в отборочном турнире к Чемпионату мира 2006 года. Всего за «тикос» Уилсон провел 8 игр, в которых забил 4 мяча.

## Гибель
14 мая 2005 года Уэйн Уилсон попал в тяжелое ДТП. Его автомобиль столкнулся с водовозом на скоростной трассе между Сан-Хосе и Карибским побережьем. Футболист в тяжелейшем состоянии был доставлен в госпиталь «Калдерон Гуардия». Четыре дня нападающий находился в палате интенсивной терапии. Несмотря на все усилия врачей 18 мая Уилсон скончался от полученных травм.

## Семья
Уэйн Уилсон был женат. После смерти у него осталось четверо детей.